# Cenococcum geophilum
Cenococcum geophilum, Syn.: Cenococcum graniforme, ist ein Schlauchpilz aus der Klasse der Dothideomycetes. Er ist der einzige Vertreter der Gattung Cenococcum und zählt zu den Fungi imperfecti.
Der Pilz bildet Ektomykorrhizen mit einer Vielzahl von Holzpflanzen und ist in fast allen Bodentypen und Klimazonen zu finden; in vielen Fällen schafft er die Voraussetzung zur Besiedlung von nährstoffarmen Ökosystemen durch Pioniere.
Cenococcum geophilum zählt zu den am weitesten verbreiteten Mykorrhizapilzen und geht mit einer großen Zahl von Bäumen eine Symbiose ein. Damit schafft er in vielen Fällen die Voraussetzung für die Besiedlung von Standorten durch die entsprechende Baumart. Er wurde zwar bereits 1800 von James Sowerby als Lycoperdon graniformis beschrieben, bis heute ist die genaue taxonomische Verortung der Art jedoch nicht vollständig geklärt.

## Merkmale

### Makroskopische Merkmale
Cenococcum geophilum verfügt als Vertreter der Fungi imperfecti nicht über Fruchtkörper. Der Pilz bildet lediglich ovale, etwa 1 mm lange Knäuel schwarzer, steifer Hyphen an den Wurzelspitzen, von wo sie in alle Richtungen verlaufen. Typisch für den Pilz sind die dunklen, kugelförmigen Sklerotia, die sich in der besiedelten Erde finden.

### Mikroskopische Merkmale

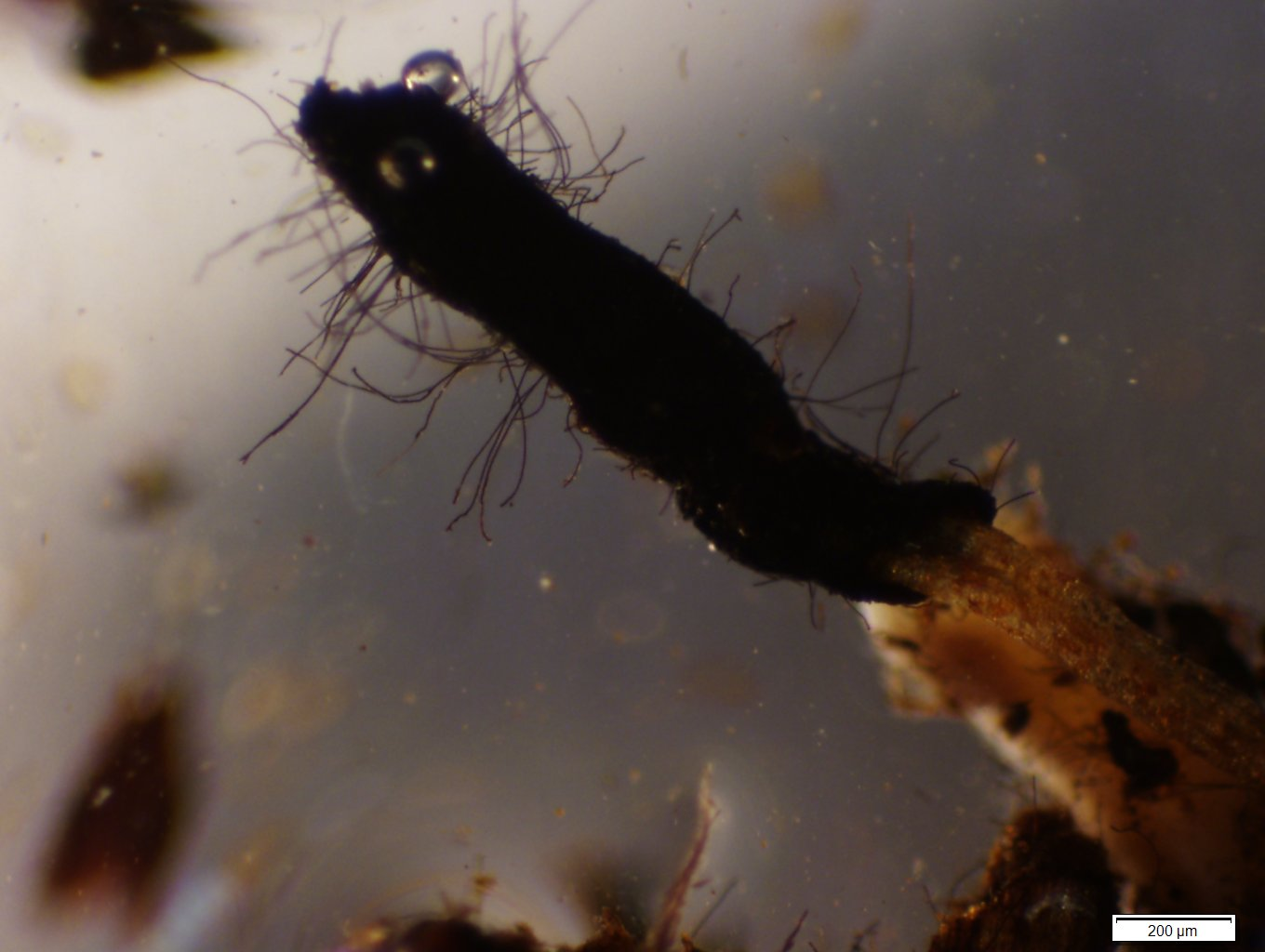
Cenococcum geophilum Ektomykorrhiza

Der Mantel der Mykorrhiza hat eine Dicke von vier bis sechs Zellen (27–35 µm). Die Zellen der äußersten Schicht verfügen über stark verdickte Zellwände, darunter liegende Zellen besitzen Wände von 0,1–0,15 µm Stärke.
Das Mycel von Cenococcum geophilum weist keine Schnallen oder Septa (Trennwände zwischen den Hyphensegmenten) auf.

## Ökologie
Cenococcum geophilum formt bisweilen Ektomykorrhizen mit Pflanzen, deren bevorzugte Vergesellschaftung Endomykorrhizen ist, etwa mit dem Gemeinen Wacholder (Juniperus communis) und Pinus edulis. Insgesamt wurde Cenococcum an über 200 Arten aus 40 verschiedenen Gattungen festgestellt.
Cenococcum geophilum stellt, wie das Artepitheton bereits andeutet (altgriechisch γῆ gē „Erde“ und φίλος philos „liebend, zugetan“), keine hohen Ansprüche an den Nährboden oder das Klima. Der Pilz kann Böden nahezu aller pH-Werte, Feuchtigkeitsgehalte und Klimazonen besiedeln. Damit erfüllt er eine wichtige Rolle als Pionier. Vor allem aride Gebiete können so von vergleichsweise anspruchsvollen Holzpflanzen besiedelt werden, zumal der Pilz sowohl in arktischem, gemäßigtem, als auch in subtropischem Klima wachsen kann.
Die Fortpflanzung findet nach derzeitigen Kenntnissen rein asexuell statt (Fungi imperfecti). Der Pilz pflanzt sich nicht über Sporen fort, sondern verbreitet sich offenbar nur über Teilung und den Transport von Sklerotia.

## Verbreitung

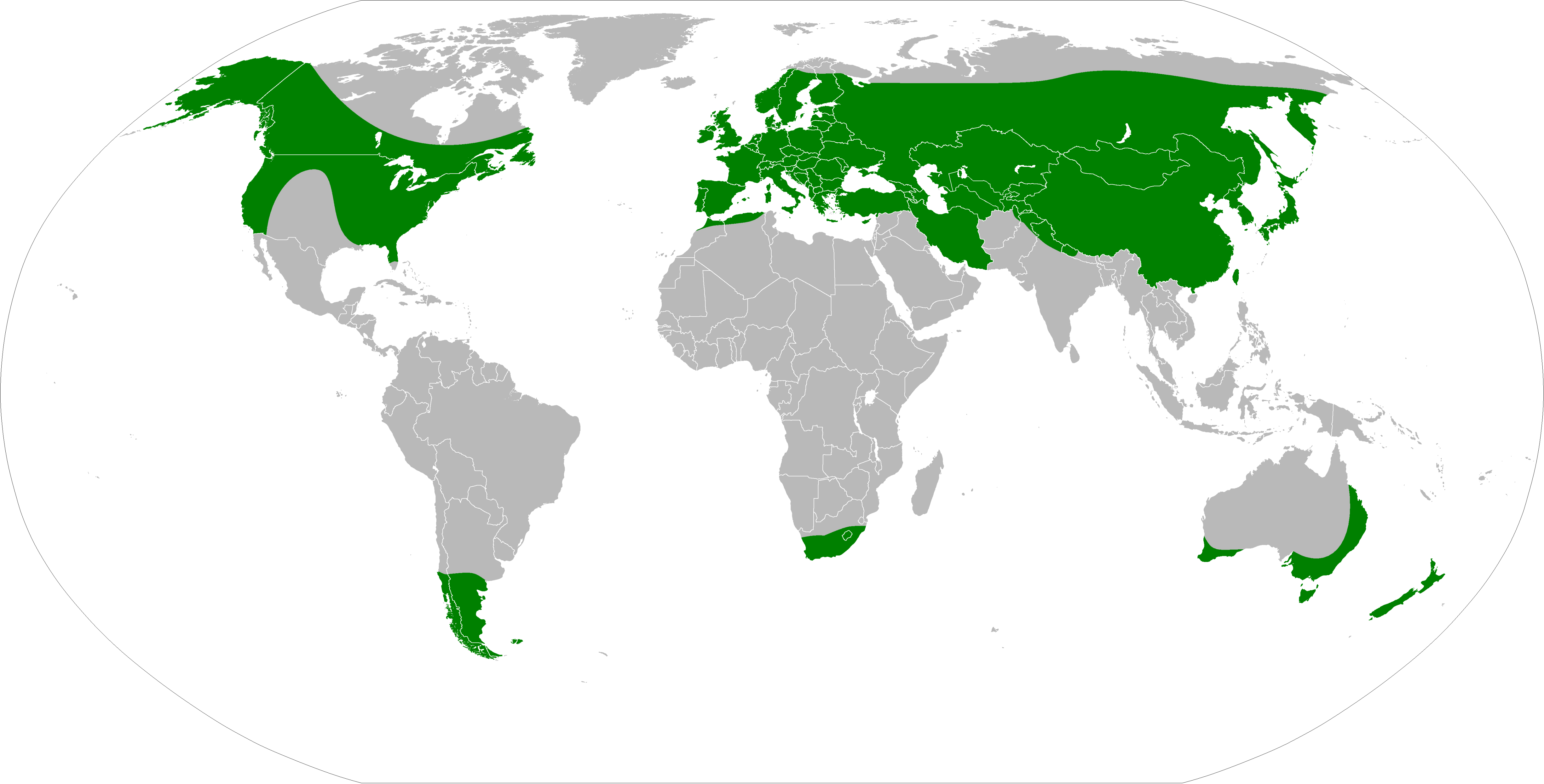
Vermutliche Verbreitung von Cenococcum

Das genaue Verbreitungsgebiet von Cenococcum geophilum ist nur schwer zu ermitteln, wahrscheinlich ist jedoch, dass der Pilz, der ursprünglich auf der Nordhalbkugel beheimatet war, auch große Teile der gemäßigten Klimazonen südlich des Äquators besiedelt hat. Da Cenococcum geophilum an keine bestimmte Baumart gebunden ist, kann der Pilz im Grunde alle gemäßigten oder subalpinen Regionen der Welt besiedeln. Auf der Südhalbkugel wurde er wahrscheinlich durch Anpflanzungen von nordamerikanischen und europäischen Nutzbäumen in Plantagen heimisch, breitet sich aber offenbar aus und nimmt auch einheimische Pflanzen als Mykorrhizapartner an.

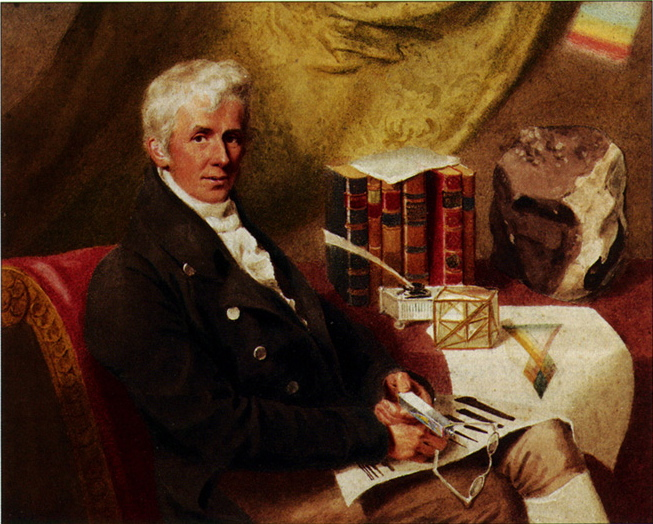
James Sowerby

## Erstbeschreibung und Systematik
Cenococcum geophilum wurde erstmals 1800 von James Sowerby in seinem Bildband Coloured Figures of English Fungi or Mushrooms unter dem Namen Lycoperdon graniformis beschrieben, jedoch nicht in gültiger Form. Elias Magnus Fries stellte die Art schließlich 1829 als Cenococcum geophilum in eine eigene Gattung.
Über die Gattungsebene hinaus blieb die taxonomische Stellung jedoch lange Zeit unklar, was vor allem an der Abwesenheit von Fruchtkörpern lag, anhand derer die Verwandtschaft des Pilzes hätte bestimmt werden können. Daher wurde die bis vor kurzem Art keiner Familie oder Ordnung zugerechnet. Vermutungen, dass es sich bei Cenococcum geophilum lediglich um die Anamorphe eines Trüffels aus der Gattung Elaphomyces handeln könnte, stellten sich Ende des 20. Jahrhunderts als unzutreffend heraus: Cenococcum galt innerhalb der Abteilung der Schlauchpilze (Ascomycota) als relativ isoliert stehend, wobei die größten Gemeinsamkeiten im Erbgut mit den Angehörigen der Loculoascomycetes, von denen allerdings keine Art Mykorrhiza bildet, gefunden wurden. 2012 wurde die Art schließlich anhand ausführlicherer genetischer Untersuchungen in die Klasse der Dothideomycetes und hier in die Familie Gloniaceae gestellt, deren übrigen Vertreter saprob leben. Die Gloniaceae, zunächst in der Ordnung Mytilinidiales bilden seit 2018 eine eigene Ordnung, die Gloniales.
Anders als bei einer Art mit einem so großen Verbreitungsgebiet und so breitem Spektrum an Mykorrhizapartnern zu erwarten wäre, handelt es sich bei Cenococcum geophilum tatsächlich um eine einzige Art, deren genetische Variationen der ITS-Regionen der DNA äußerst gering sind. Dies ist, neben der asexuellen Fortpflanzung, wahrscheinlich darin begründet, dass die ITS-Regionen des Pilzes äußerst kurz sind und die Variabilität begrenzt ist.

## Verweise